# Крушевац
Крушевац је градско насеље и седиште истоимене територијалне јединице у Србији. Административни је центар Расинског управног округа. Према попису из 2022. било је 53.746 становника. Налази се у долини Западног Поморавља, на реци Расини.
Крушевац је економски, административни, културни, здравствени, образовни, информативни и спортски центар Расинског округа. Град Крушевац обухвата 101 насеље и захвата површину од 854 km2. Крушевац је био средњовековна престоница кнеза Лазара.

## Географија
Налази се у Крушевачкој котлини која обухвата композитну долину Западне Мораве и простире се између Левча и Темнића на северу, Жупе, Копаоника и Јастрепца на југу и Краљевачке котлине и Ибарске долине на западу.
Крушевац се налази на 137 метара надморске висине, и то на координатама 43° 34′ 60" северно и 21° 19′ 36" источно.

Крушевац припада средишњој и јужној Србији у Расинском округу.

## Историја
Крушевац је као своју престоницу подигао кнез Лазар 1371. године. Први пут се помиње 1387. године, у повељи којом кнез Лазар у својој утврђеној престоници потврђује раније трговачке привилегије Дубровчанима. Град је постао привредно и културно средиште Србије. Место из кога се руководило и које је давало иницијативу за организацију државе.
Предање каже да је Крушевац добио име по камену крушцу, облом речном камену којим је већим делом град и сазидан.
После Косовског боја, Крушевац постаје престоница вазалне Српске државе Лазаревића којом испрва управља кнегиња Милица, а касније њен и Лазарев син, деспот Стефан, који касније престоницу сели у Београд. Турци нападају Крушевац више пута а освајају тек 1426, пред смрт деспота Стефана. Од 1444. године, Крушевац је у рукама деспота Ђурђа Бранковића, а Османлије га коначно поробљавају 1454. године. Те године је турски султан, путујући за Средец (данас Софија) из Крушевца одвео 50.000 Срба, од којих је 4000 упутио у Истанбул. У то време носи османско име Алаџа Хисар (Шарени град) и седиште је истоименог санџака.
Време мира под Турцима било је од 1480. до 1670. У време Великог бечког рата 1689. град је био ослобођен од Турака. То се десило још два пута у XVIII веку: 1737—1739. године и за време Кочине крајине, 1789. године. Град је враћен Турцима 1791, Свиштовским миром. Крушевац је коначно ослобођен од Турака 1833. године. После ослобођења град почиње нагло да се развија и напредује, и постаје један од већих обласних средишта књажевине Србије.
Прву апотеку у Крушевцу, а трећу у Србији, отворио је 1868. године Драгослав Кедровић (1839—1907).
У време Краљевине СХС Расински срез је у Крушевачкој области, која је 1929. укључена у Моравску бановину. Индустрија се развијала након Првог светског рата; док су раније ту биле две мале фабрике (као и барутана Обилићево у близини), до 1925. су подигнути и „огромна” стругара с постројењима за прераду дрва (увећана под власништвом загребачког концерна Деоничко друштво за експлоатацију дрва; за њу је доста сечена шума манастира Наупара); државни завод за импрегнирање железничких прагова; фабрика вагона; фабрика сапуна, „највећа на Балкану”; два парна млина; фабрика намештаја и две мање фабрике столица.
Општа болница је основана 1922. Дом трговачке омладине је подигнут 1938, зграда Берзе рада 1940.
Током Другог светског рата, припадници немачких окупационих снага су на брду Багдала стрељали 1642 родољуба из Крушевца и околине. После рата цео тај простор је претворен у спомен парк под именом „Слободиште“. Град је ослобођен 15. октобра 1944.
Позориште је основано 1946; Народни музеј 1951, у згради гимназије из 1863; Уметничка галерија 1962, користи бившу кућу породице Љотић из 1929. Народна библиотека је од 1967. у Дому синдиката на Тргу косовских јунака. Стадион Младост је отворен 1976. а изграђена је и хала спортова. Хотел Рубин је највећи у крају, отворен је 1975.
У Крушевцу је током 2013. године реконструисано пет средњовековних чесама.

## Привреда
Крушевац је јак привредни центар са посебно развијеном метало-прерађивачком („14. октобар“) и хемијском индустријом (ХИ „Жупа“, „Хајнкел-Мерима“, „Trayal“). Ту је и фабрика алкохолних и безалкохолних пића „Рубин“, као и фабрика мазива „ФАМ“. Осим великих друштвених колектива, у граду има и преко 1200 приватних предузећа и преко 2500 самосталних радњи различитих делатности.

## Градске славе и прославе
У народној свесловенској митологији Свети Вид означава врховно, свевидеће божанство. У српској народној традицији Видовдан се обележава као дан Косовског боја 1389. године. Стога га је српска црква од 1892. године, озваничила и уврстила у своје празнике, а после пророка Амоса и светог кнеза Лазара. Најзначајнији празник за град Крушевац свакако је Видовдан, дубоко укорењен у свести становништва на овим просторима као дан погибије кнеза Лазара у борби за очување своје државе и народа. Прославља се са свим атрибутима градске славе, као и Духови или Св. Тројица. На Видовдан се такође сваке године, у цркви Лазарици, даје помен косовским, али и свим другим изгинулим српским ратницима у ослободилачким ратовима. До 2002. године у спомен парку Слободиште одржавала се манифестација под називом Свечаности слободе коју је креирао Добрица Ћосић У прошлости се тога дана одржавао и вашар, највећи у Крушевцу. Вашари или сајмови, некада важан вид трговине, уведени су у Крушевцу кад и у целој Србији, законском уредбом 1839. године. Осим Видовданског, одржавали су се на Благовести, 7. априла, Св. Илију, 2. августа и на „Малу Госпојину“, 21. септембра, што се одржало до данашњих дана. Еснафске славе, некада важна карактеристика грађанског друштва, када су разни еснафи, друштва и удружења, углавном хуманитарног карактера, прослављали свог патрона-заштитника (најстарији еснафи у Крушевцу су лончарски из 1839, мумџијски из 1842, трговачко-бакалски из 1846, меанџијски из 1848...) задржале су се још само код хуманитарног друштва „Добра нарав“, или „Баксузи, угурсузи и намћори“, специфичног за овај град, које се окупља сваке године деветог уторка од Божића, гајећи своја правила понашања.

## Демографија
Нахија Крушевац 1516. имала је 216 села са популацијом око 320.000 становника, која се је пред крај века свела на 160000. Сам град је имао 204 муслиманске и 84 хришћанске куће.
Према најновијем попису из 2022 године, Град Крушевац имао је 113.582 становника, док је градско насеље Крушевац имало 53.746 становника (према попису из 2011. године било је 73.316 становника, а према оном из 2002. године - 75.256 становника).
Ово насеље је великим делом насељено Србима (према попису из 2002. године).
|             | \| Демографија[8] \| Демографија[8] \| Демографија[8] \| \| Година \| Становника \| Становника \| \| -------------- \| -------------- \| -------------- \| \| 1948. \| 13.862 \| \| \| 1953. \| 16.638 \| \| \| 1961. \| 21.957 \| \| \| 1971. \| 29.509 \| \| \| 1981. \| 53.071 \| \| \| 1991. \| 58.808 \| 57.971 \| \| 2002. \| 57.347 \| 59.036 \| \| 2011. \| 58.745 \| \| \| 2022. \| 53.746 \| \| |            |
| Демографија | |            |
| Година      | Становника | Становника |
| 1948.       | 13.862 |            |
| 1953.       | 16.638 |            |
| 1961.       | 21.957 |            |
| 1971.       | 29.509 |            |
| 1981.       | 53.071 |            |
| 1991.       | 58.808 | 57.971     |
| 2002.       | 57.347 | 59.036     |
| 2011.       | 58.745 |            |
| 2022.       | 53.746 |            |

| Етнички састав према попису из 2002.‍ | Етнички састав према попису из 2002.‍ | Етнички састав према попису из 2002.‍ | Етнички састав према попису из 2002.‍ | Етнички састав према попису из 2002.‍ |
| ------------------------------------ | ------------------------------------ | ------------------------------------ | ------------------------------------ | ------------------------------------ |
|                                      |                                      |                                      |                                      |                                      |
| Срби                                 | Срби                                 |                                      | 54.690                               | 95,36%                               |
| Роми                                 | Роми                                 |                                      | 1.021                                | 1,78%                                |
| Црногорци                            | Црногорци                            |                                      | 427                                  | 0,74%                                |
| Југословени                          | Југословени                          |                                      | 159                                  | 0,27%                                |
| Македонци                            | Македонци                            |                                      | 135                                  | 0,23%                                |
| Хрвати                               | Хрвати                               |                                      | 92                                   | 0,16%                                |
| Словенци                             | Словенци                             |                                      | 26                                   | 0,04%                                |
| Бугари                               | Бугари                               |                                      | 17                                   | 0,02%                                |
| Руси                                 | Руси                                 |                                      | 16                                   | 0,02%                                |
| Мађари                               | Мађари                               |                                      | 16                                   | 0,02%                                |
| Горанци                              | Горанци                              |                                      | 12                                   | 0,02%                                |
| Чеси                                 | Чеси                                 |                                      | 10                                   | 0,01%                                |
| Муслимани                            | Муслимани                            |                                      | 10                                   | 0,01%                                |
| Румуни                               | Румуни                               |                                      | 6                                    | 0,01%                                |
| Бошњаци                              | Бошњаци                              |                                      | 6                                    | 0,01%                                |
| Украјинци                            | Украјинци                            |                                      | 4                                    | 0,00%                                |
| Немци                                | Немци                                |                                      | 4                                    | 0,00%                                |
| Албанци                              | Албанци                              |                                      | 2                                    | 0,00%                                |
| Словаци                              | Словаци                              |                                      | 1                                    | 0,00%                                |
| Буњевци                              | Буњевци                              |                                      | 1                                    | 0,00%                                |
| непознато                            | непознато                            |                                      | 435                                  | 0,75%                                |

| \| \| м \| \| \| ж \| \| ? \| 115 \| \| \| 113 \| \| 80+ \| 273 \| \| \| 504 \| \| 75—79 \| 558 \| \| \| 896 \| \| 70—74 \| 987 \| \| \| 1.208 \| \| 65—69 \| 1.454 \| \| \| 1.653 \| \| 60—64 \| 1.552 \| \| \| 1.673 \| \| 55—59 \| 1.490 \| \| \| 1.706 \| \| 50—54 \| 2.494 \| \| \| 2.810 \| \| 45—49 \| 2.391 \| \| \| 2.785 \| \| 40—44 \| 1.874 \| \| \| 2.225 \| \| 35—39 \| 1.632 \| \| \| 1.848 \| \| 30—34 \| 1.751 \| \| \| 1.956 \| \| 25—29 \| 2.178 \| \| \| 2.246 \| \| 20—24 \| 2.120 \| \| \| 2.179 \| \| 15—19 \| 2.021 \| \| \| 2.010 \| \| 10—14 \| 1.644 \| \| \| 1.519 \| \| 5—9 \| 1.396 \| \| \| 1.406 \| \| 0—4 \| 1.376 \| \| \| 1.304 \| \| Просек : \| 38,2 \| \| \| 40,1 \| |       |  |  |       |
| |       |  |  |       |
| | м     |  |  | ж     |
| ? | 115   |  |  | 113   |
| 80+ | 273   |  |  | 504   |
| 75—79 | 558   |  |  | 896   |
| 70—74 | 987   |  |  | 1.208 |
| 65—69 | 1.454 |  |  | 1.653 |
| 60—64 | 1.552 |  |  | 1.673 |
| 55—59 | 1.490 |  |  | 1.706 |
| 50—54 | 2.494 |  |  | 2.810 |
| 45—49 | 2.391 |  |  | 2.785 |
| 40—44 | 1.874 |  |  | 2.225 |
| 35—39 | 1.632 |  |  | 1.848 |
| 30—34 | 1.751 |  |  | 1.956 |
| 25—29 | 2.178 |  |  | 2.246 |
| 20—24 | 2.120 |  |  | 2.179 |
| 15—19 | 2.021 |  |  | 2.010 |
| 10—14 | 1.644 |  |  | 1.519 |
| 5—9 | 1.396 |  |  | 1.406 |
| 0—4 | 1.376 |  |  | 1.304 |
| Просек : | 38,2  |  |  | 40,1  |

| Година пописа     | 1948. | 1953. | 1961. | 1971. | 1981.  | 1991.  | 2002.  |
| ----------------- | ----- | ----- | ----- | ----- | ------ | ------ | ------ |
| Број домаћинстава | 4.745 | 5.299 | 6.904 | 9.784 | 17.123 | 18.823 | 19.342 |

| Број чланова      | 1     | 2     | 3     | 4     | 5     | 6   | 7   | 8  | 9  | 10 и више | Просек |
| ----------------- | ----- | ----- | ----- | ----- | ----- | --- | --- | -- | -- | --------- | ------ |
| Број домаћинстава | 3.405 | 4.573 | 4.276 | 4.827 | 1.432 | 645 | 130 | 29 | 10 | 15        | 2,95   |

| Пол    | Укупно | Неожењен/Неудата | Ожењен/Удата | Удовац/Удовица | Разведен/Разведена | Непознато |
| ------ | ------ | ---------------- | ------------ | -------------- | ------------------ | --------- |
| Мушки  | 22.890 | 6.703            | 14.557       | 881            | 681                | 68        |
| Женски | 25.812 | 5.947            | 14.776       | 3.372          | 1.668              | 49        |
| УКУПНО | 48.702 | 12.650           | 29.333       | 4.253          | 2.349              | 117       |

| Пол    | Укупно                    | Пољопривреда, лов и шумарство | Рибарство                            | Вађење руде и камена | Прерађивачка индустрија       |
| ------ | ------------------------- | ----------------------------- | ------------------------------------ | -------------------- | ----------------------------- |
| Мушки  | 10.376                    | 158                           | 1                                    | 76                   | 4.105                         |
| Женски | 9.624                     | 95                            | 0                                    | 71                   | 3.256                         |
| Укупно | 20.000                    | 253                           | 1                                    | 147                  | 7.361                         |
|        |                           |                               |                                      |                      |                               |
| Пол    | Производња и снабдевање   | Грађевинарство                | Трговина                             | Хотели и ресторани   | Саобраћај, складиштење и везе |
| Мушки  | 385                       | 556                           | 1.645                                | 189                  | 540                           |
| Женски | 105                       | 199                           | 1.691                                | 210                  | 225                           |
| Укупно | 490                       | 755                           | 3.336                                | 399                  | 765                           |
|        |                           |                               |                                      |                      |                               |
| Пол    | Финансијско посредовање   | Некретнине                    | Државна управа и одбрана             | Образовање           | Здравствени и социјални рад   |
| Мушки  | 153                       | 346                           | 715                                  | 419                  | 393                           |
| Женски | 292                       | 271                           | 466                                  | 901                  | 1.355                         |
| Укупно | 445                       | 617                           | 1.181                                | 1.320                | 1.748                         |
|        |                           |                               |                                      |                      |                               |
| Пол    | Остале услужне активности | Приватна домаћинства          | Екстериторијалне организације и тела | Непознато            | Непознато                     |
| Мушки  | 359                       | 0                             | 1                                    | 335                  | 335                           |
| Женски | 288                       | 0                             | 0                                    | 199                  | 199                           |
| Укупно | 647                       | 0                             | 1                                    | 534                  | 534                           |

## Медији у Крушевцу
Телевизијске станице:
Национална телевизија (медијски јавни сервис):
- Дописништво РТС-а.

Регионална телевизија:
- РТК.

Градске телевизије:
- ТВ Плус,
- ТВ Јефимија

Радио-станице:
Регионални радио:
- РТК

Градске радио-станице:
- Радио ФИМС,
- Радио ОК студио,
- Радио Плус,
- Радио Невен,
- Радио Чигра,
- Радио Антена,
- Радио Јефимија.

Градске новине:
- Град.

## Спорт
- ФК Напредак Крушевац
- ФК Трајал
- ФК Јединство 1936
- ЖФК Напредак Крушевац
- КК Напредак Крушевац
- ОРК Напредак Крушевац
- ЖОРК Напредак Крушевац
- Пливачки клуб Напредак Крушевац
- Стадион Младост
- ФК Борац Бивоље
- ОК Кнез Лазар Крушевац
- Рагби клуб Крушевац
- Атлетско рекреативни клуб Маратонац
- Атлетски клуб Крушевац
- Рагби 13 клуб Цар Лазар
- БК 14. октобар Крушевац
- 14. октобар БК КШ 037
- ВК Расина

## Градови побратими
| - Пистоја, Италија (1966) - Трогир, Хрватска (1972) - Травник, Босна и Херцеговина (1972) - Крф, Грчка (1985) - Сент Андреја, Мађарска (1990) - Кирјат Гат, Израел (1990) - Рамнику Валча, Румунија (2003) - Бијељина, Босна и Херцеговина (2008) - Косовска Митровица, Србија (2013) - Одинцово, Русија (2017) - Битољ, Северна Македонија (2023) Град Крушевац остварује интезивну сарадњу и са следећим градовима: - Волгоград, Русија (1999) - Стара Загора, Бугарска (2000) - Рјазањ, Русија (2000) - Жалец, Словенија (2006) |

## Познате личности
- Деспот Стефан Лазаревић Стеван Високи (1377-1427) - кнез и деспот српски
- Вељко Раденовић
- Миодраг Петровић Чкаља (1924-2003) - српски глумац
- Радмила Савићевић (1926-2001) - српска глумица
- Властимир Ђуза Стојиљковић (1929-2015) - српски глумац
- Добрица Раденковић
- Михајло Бата Паскаљевић (1923-2004) - српски глумац
- Радмила Живковић (1953-2024) - српска глумица
- Ташко Начић (1934-1993) - српски глумац
- Олга Станисављевић (1930-1987) - српска глумица
- Михајло Викторовић (1929-1998) - српски глумац
- Радмило Ћурчић (1930-1993) - српски глумац
- Милија Вуковић (1947-2020) - српски глумац
- Војин Ћетковић (1971) - српски глумац
- Наташа Шолак (1975) - српска глумица
- Небојша Брадић
- Момир Брадић
- Добрица Ћосић (1921-2014) - српски књижевник, политичар и академик
- Станислав Бинички (1872-1942) - српски композитор, диригент и педагог
- Љиљана Хабјановић Ђуровић (1953) - српска списатељица
- Милан Миловановић (1876-1946) - српски сликар импресиониста и ликовни педагог
- Небојша Брадић (1956) - позоришни редитељ и и бивши министар културе и информисања у Влади Републике Србије
- Момчило Ђорговић
- Горан Раичевић
- Дејан Раковац
- Вуле Јевтић
- Радосав Стојановић
- Горан Грбовић
- Бобан Петровић
- Мирослав Мишковић
- Ана Атанасковић
- Катарина Марковић
- Бојан Миладиновић
- Звонко Миленковић
- Живојин Миловановић
- Драган Милосављевић
- Томица Милосављевић
- Биљана Мишић
- Радојка Живковић
- Милош Ђурђевић
- Стојан Протић
- Бранислав Трифуновић
- Огњен Петровић
- Зоран Симовић
- Чедомир Витковац
- Предраг Јовановић
- Наташа Марковић
- Сузана Лукић
- Душица Милојевић
- Мики Стаменковић
- Горан Весић
- Љубинка Бобић
- Новак Новак
- Милан Делчић Делча
- Чолак Анта Симеоновић
- Мирко Томић
- Братислав Гашић
- Војвода Драгомир
- Петар Лазаревић Цукић
- Гојко Влајић
- Марко Живић
- Зоран Пуношевац
- Никола Стојановић
- Милоје Закић
- Тијана Богдановић
- Сања Вучић
- Никола Делетић
- Јелена Ленголд
- Живка Срдановић

## Галерија
- Црква Лазарица
- Звоник
- Остаци града цара Лазара
- Споменик Кнезу Лазару
- Филип Вишњић - детаљ са споменика Косовским јунацима
- Багдала копија Цркве лазарице
- Багдала копија Његошеве капеле 2019.г.
- Споменик деспоту Стефану Лазаревићу
- Споменик кнегињи Милици
- Зграда легата Милића од Мачве, некадашњи житни млин
- Зграда окружног начелства
- Споменик кнезу Лазару Хребељановићу
- Зграда „Коцка”
- Хотел Рубин
- Споменик косовским јунацима
- „Мајка Србија и Мајка Грчка”, Милића од Мачве